# Bezdan pod Vučjakom
Bezdan pod Vučjakom este o arie protejată (sit de importanță comunitară — SCI) din Croația întinsă pe o suprafață de 0,78 ha, integral pe uscat.

## Localizare
Centrul sitului Bezdan pod Vučjakom este situat la coordonatele 45°05′29″N 15°01′02″E / 45.091445°N 15.017152°E.

## Înființare
Situl Bezdan pod Vučjakom a fost declarat sit de importanță comunitară în iulie 2013 pentru a proteja 1 specie de animale.

## Biodiversitate
Situată în ecoregiunea alpină, aria protejată conține 1 habitat natural: Peșteri inaccesibile publicului.
La baza desemnării sitului se află o specie protejată de  nevertebrate: Leptodirus hochenwartii.